# Психиатрическая помощь
Психиатрическая помощь — вид специализированной медицинской помощи, оказываемой больным с психическими (психоневрологическими) заболеваниями, а также сеть учреждений здравоохранения и их подразделений, предназначенных для оказания такой помощи.

## Принципы оказания психиатрической помощи
Одним из основных принципов организации психиатрической помощи на сегодняшнем этапе является деинституционализация. Кроме того, важный принцип — конфиденциальность психиатрической помощи и сохранение врачебной тайны.

## Виды психиатрической помощи
1. Скорая психиатрическая помощь (бригады скорой помощи, телефоны доверия).
2. Амбулаторно-поликлиническая психиатрическая помощь (психоневрологические диспансеры, специализированные кабинеты в поликлиниках, детских садах, школах, амбулаторно-поликлиническая помощь в негосударственном звене, специализированная частная практика).
3. Полустационарная психиатрическая помощь (дневные и ночные стационары при психоневрологических диспансерах, психиатрических больницах, психоневрологических интернатах, центрах социального обслуживания).
4. Стационарная психиатрическая помощь (психиатрические больницы, психиатрические отделения многопрофильных больниц).
5. Защищённое жилье (психоневрологические интернаты, пансионаты, дома под защитой).
6. Клубы для лиц, страдающих психическими расстройствами (при психиатрических учреждениях, центрах социального обслуживания, пациентских организациях; вариантами клуба являются лечебно-трудовые мастерские, сеть специализированных «Клубных домов»).

## Недобровольные меры в психиатрии
К таким мерам относятся:
- недобровольная госпитализация;
- недобровольное освидетельствование;
- диспансерное наблюдение;
- принудительные меры медицинского характера в рамках уголовного процесса;
- физические меры стеснения;
- режимные ограничения, существующие в психиатрических стационарах.

### Недобровольная госпитализация
В России, согласно Закону «О психиатрической помощи и гарантиях прав граждан при её оказании», госпитализация лиц, не совершивших общественно опасных деяний, осуществляется с согласия граждан или их законных представителей, кроме случаев, когда психиатрическое обследование или лечение возможно только в стационарных условиях, а психическое расстройство является тяжёлым и обусловливает:
- непосредственную опасность человека для себя или окружающих;
- или состояние беспомощности (неспособности самостоятельно удовлетворять основные жизненные потребности);
- или существенный вред здоровью вследствие ухудшения психического состояния, если оставить такого человека без психиатрической помощи[4].

Сходные законы существуют и в других странах.

### Недобровольное освидетельствование
Решение относительно недобровольного психиатрического освидетельствования должно приниматься психиатром на основе письменного заявления и подтверждаться судом. При опасности пациента для себя или других решение относительно психиатрического освидетельствования психиатр принимает немедленно. Согласно Закону «О психиатрической помощи…», недобровольное или добровольное психиатрическое освидетельствование должно предшествовать недобровольной госпитализации.

### Диспансерное наблюдение
Представляет собой недобровольное амбулаторное наблюдение «за лицом, страдающим хроническим и затяжным психическим расстройством с тяжелыми стойкими или часто обостряющимися болезненными проявлениями» и оказание ему медицинской и социальной помощи. Решает вопрос об установлении или прекращении диспансерного наблюдения комиссия врачей-психиатров. Понятие диспансерного наблюдения не следует путать с понятием психиатрического учёта, которое существовало в Советском Союзе и было признано устаревшим.

### Принудительные меры медицинского характера
В отличие от недобровольной госпитализации, применяются к лицам, совершившим уголовные правонарушения и признанным невменяемыми. Как правило, представляют собой разновидность иных мер уголовно-правового характера. Лицу, признанному невменяемым, может быть назначено принудительное лечение в психиатрическом стационаре общего типа, специализированного типа или специализированного типа с интенсивным наблюдением либо амбулаторное принудительное наблюдение и лечение у психиатра.

### Физические меры стеснения
К ним относится так называемая мягкая фиксация (пациента широкими матерчатыми ремнями привязывают к кровати за руки и ноги; иногда вместо ремней используются полотенца). По данным мониторинга за 2003 год, в некоторых российских психиатрических стационарах применяются и такие меры, как заворачивание в мокрую простыню, привязывание к креслу, смирительные рубашки.

### Режимные ограничения в психиатрических стационарах
В российских психиатрических больницах распространяются на всех пациентов, в том числе и на поступивших в стационары добровольно. Распространены такие ограничения, как запрет мобильных телефонов, свободного выхода за пределы отделения, прогулок, встреч с родственниками и друзьями, невозможность отказа от лечения. Общепринят в российских психиатрических стационарах режим закрытых дверей: наружные двери отделений и двери всех кабинетов обычно закрываются на специальные ключи. Режим открытых дверей существует лишь в некоторых санаторных отделениях.